# Ibrahim Yıldırım
Ibrahim Yıldırım (Uşak, 15 gennaio 1990) è un cestista turco.